# Llista de monuments de Barcelona
Llista de monuments de Barcelona inclosos en l'Inventari del Patrimoni Arquitectònic Català i en el catàleg de Patrimoni Arquitectònic de Barcelona.

Districtes de Barcelona

La llista es divideix en llistes per districtes i, en algun cas, per barris:
- Llista de monuments de Ciutat Vella de Barcelona:
  - Llista de monuments del barri Gòtic
    - Llista de monuments de la plaça Reial

  - Llista de monuments de Sant Pere, Santa Caterina i la Ribera
    - Llista de monuments de la Urbanització del Born

  - Llista de monuments del Raval
  - Llista de monuments de la Barceloneta
- Llista de monuments de l'Eixample de Barcelona
- Llista de monuments de Sants-Montjuïc
- Llista de monuments de les Corts
- Llista de monuments de Sarrià - Sant Gervasi
- Llista de monuments de Gràcia
- Llista de monuments d'Horta-Guinardó
- Llista de monuments de Nou Barris
- Llista de monuments del districte de Sant Andreu
- Llista de monuments del districte de Sant Martí
- Llista d'antics monuments de Barcelona